# フリオ・リャマサーレス
フリオ・リャマサーレス（スペイン語: Julio Llamazares, 1955年3月28日 - ）は、スペインの小説家、詩人。
レオン県の町ベガミアンに生まれる。マドリッド大学法学部に進み、卒業後は弁護士を経てジャーナリストとして働くかたわらで詩を書き続ける。その後小説執筆に活動の重点を移し、とくに1988年に発表した『黄色い雨』によって高く評価され、世界的に知られるようになった。

## 作品

### 小説
- Luna de lobos (1985)　
  - 木村榮一訳『狼たちの月』ソニー・マガジンズ、2005年／ヴィレッジブックス、2007年
- La lluvia amarilla (1988)　
  - 木村榮一訳『黄色い雨』ヴィレッジブックス、2005年／河出文庫、2017年
- Escenas del cine mudo (1994)
  - 木村榮一訳『無声映画のシーン』ヴィレッジブックス、2012年
- En mitad de ninguna parte (1995)
- Tres historias verdaderas (1998)
- El cielo de Madrid (2005)
- Tanta pasión para nada (2011)
- Las lágrimas de San Lorenzo (2013)
- Distintas formas de mirar el agua (2015)
- 木村榮一訳『リャマサーレス短篇集』河出書房新社、2022年。自選短篇集・21作品

### 詩集
- La lentitud de los bueyes (1979)
- Memoria de la nieve (1982)　
  - 『雪の思い出』、ホルヘ・ギリェン賞を受賞

### エッセイ
- El entierro de Genarín: Evangelio apócrifo del último heterodoxo español (1981)
- En Babia (1991)
- Nadie escucha (1995)
- En mitad de ninguna parte (1995)
- Los viajeros de Madrid (1998)